# Marienkirche (Hohn)

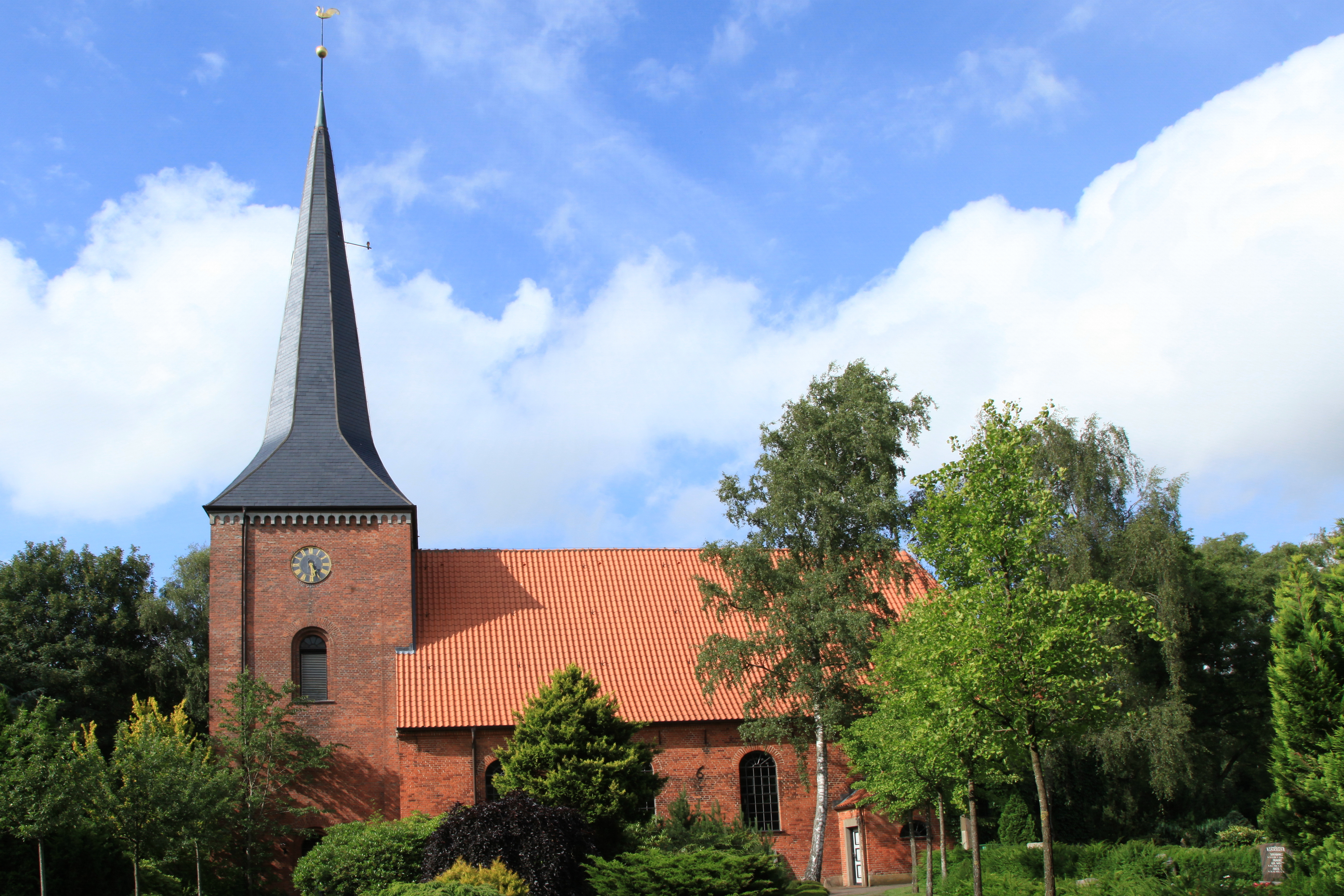
Marienkirche (Hohn)

Die Marienkirche ist ein geschütztes Kulturdenkmal mit der Objekt-ID 4078 im Denkmalschutzgesetz in Hohn, einer Gemeinde im Kreis Rendsburg-Eckernförde in Schleswig-Holstein. Die Kirchengemeinde gehört zum Kirchenkreis Rendsburg-Eckernförde der Evangelisch-Lutherischen Kirche in Norddeutschland.

## Geschichte

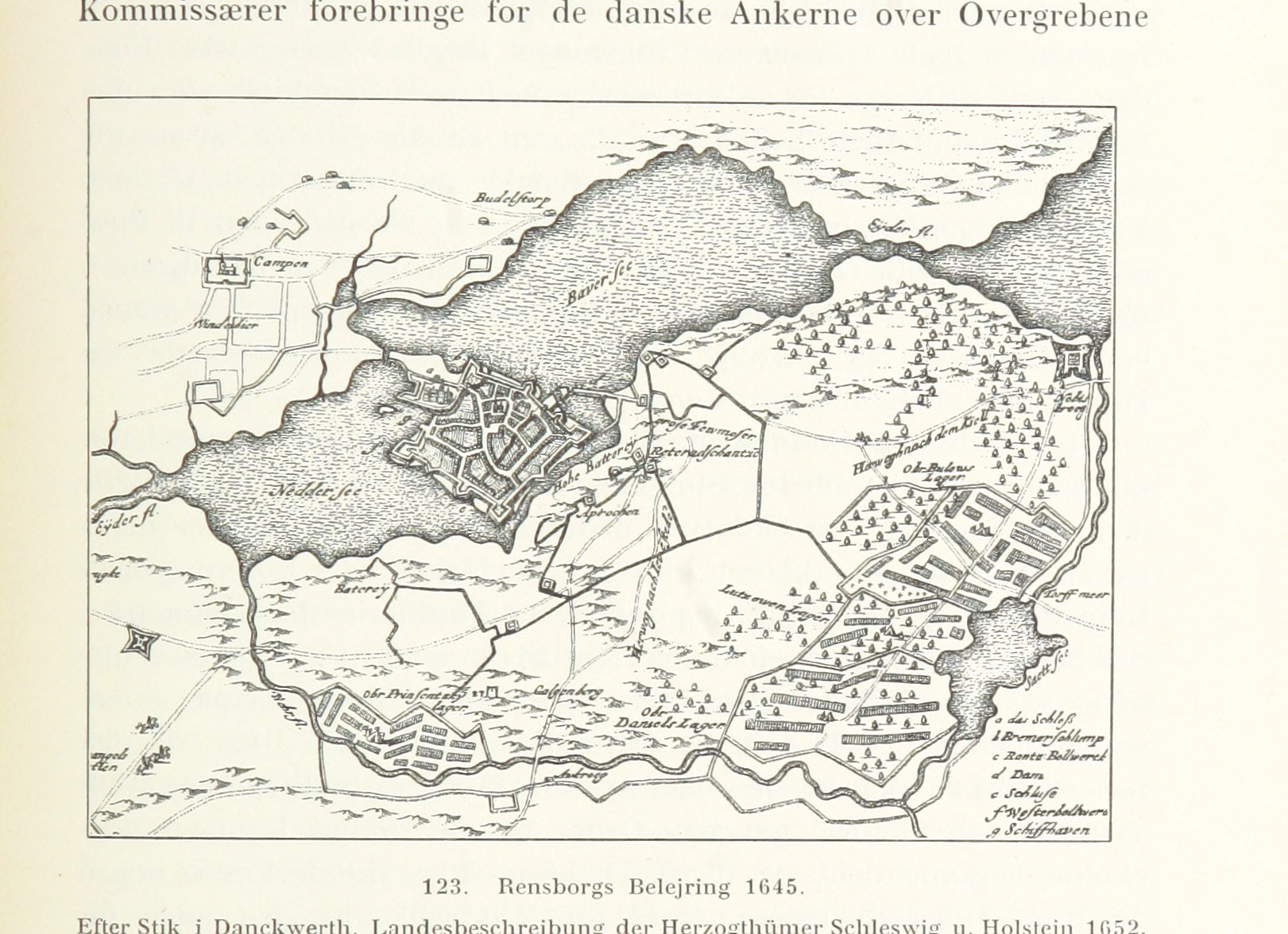
Lage von Vinzier / Campen bei Rendsburg 1645 (nach der Neuen Landesbeschreibung der zwei Herzogtümer Schleswig und Holstein)

Das Dorf Hohn wurde erst 1691 zum Kirchdorf. Die Vorgängerkirche des nördlich von Rendsburg gelegenen Kirchspiels befand sich in Vindeshier oder Vinzier und wurde auch als „Campen-Kirche“ bezeichnet, also als Feld-Kirche im Unterschied zur Stadtkirche, die ebenfalls ein Marien-Patrozinium hatte. „Unsere leven Fruwen Kerke buten Rendsburg“ wurde 1330 erstmalig urkundlich erwähnt. Auf Stadtansichten des 16. Jahrhunderts ist sie mit einem steinernen Rundturm dargestellt. Die vermutlich hölzerne Kirche brannte 1593 ab und wurde aus Stein neu aufgebaut. Der Neubau hatte einen abgerundeten Chorabschluss und war etwas länger aber niedriger und schmaler als ihr Nachfolgebau in Hohn.
Ab 1690 ließ Herzog Christian Albrecht von Schleswig-Holstein-Gottorf die Festung Rendsburg erweitern. Um den nötigen Platz für das Kronwerk zu gewinnen, wurde das Kirchdorf Vinzier niedergelegt. Die Einwohner wurden nach Hohn umgesiedelt, wohin auch die Kirche umziehen sollte. Innerhalb zweier Wochen wurde im August 1691 der erst 1667 erbaute hölzerne Glockenstuhl abgebaut und in Hohn wieder aufgerichtet. Die Glocke war beim Transport allerdings kaputtgegangen und musste neu gegossen werden. Am 6. September 1691 fand der letzte Gottesdienst in der Campener Kirche statt, die anschließend abgetragen wurde. Das Baumaterial wurde für die geplante Christkirche im Rendsburger Neuwerk verwendet.
Die erste Beerdigung auf dem Hohner Friedhof fand am 11. Oktober 1691 statt. Auch das neue Pfarrhaus aus dem Baumaterial des alten stand bereits 1691. Bis zur Fertigstellung der neuen Kirche dauerte es länger. Die Gottesdienste wurden bis dahin im Haus des Hohner Bauernvogts gehalten. Den Grundstein für die neue Kirche in Hohn legte der Herzog am 29. August 1692 persönlich. Die eingepfarrten Hufner mussten die Feldsteine für das Fundament liefern und Fuhrdienste für den Transport der neu zu besorgenden Ziegel leisten. Nach anderthalb Jahren war das Gebäude fertiggestellt und wurde am 14. März 1694 in Gegenwart des Herzog durch den Generalsuperintendenten Caspar Hermann Sandhagen feierlich eingeweiht. Im selben Gottesdienst wurde das erste Kind in dieser Kirche getauft. Da die neue Kirche fast dieselben Ausmaße hatte wie die alte, konnte die größtenteils nach dem Brand kurz vor 1600 angeschaffte Kirchenausstattung der Campener Kirche übernommen werden.

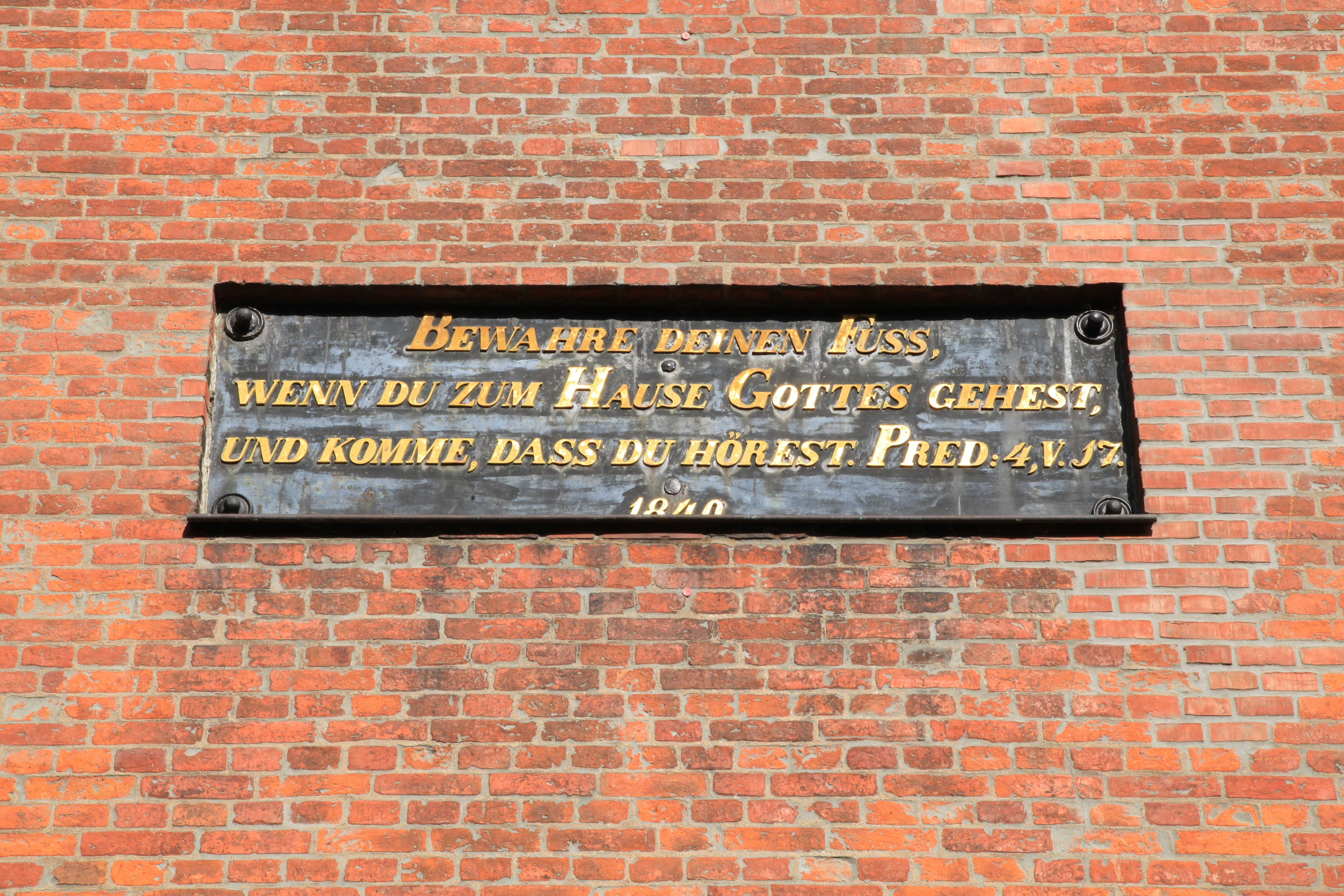
Inschrift am Turm

Als der freistehende hölzerne Glockenturm im baufällig wurde, wurde 1840 ein steinerner Turm direkt an der Westwand der Kirche angebaut.
Der Innenraum wurde 1879 durch Heinrich Moldenschardt umgestaltet. Der aus der alten Kirche übernommene Flügelaltar wurde verkauft und an seiner Stelle hinter dem Altartisch eine Empore für die neue Orgel eingezogen.

## Baubeschreibung
Die Saalkirche wurde 1692–94 aus Backsteinen erbaut. Sie besteht aus einem Langhaus mit dreiseitigem Schluss im Osten und einem 1840 angefügten Kirchturm im Westen, der mit einem achtseitigen Knickhelm bedeckt ist. An der Westwand des Turms befindet sich die Inschrift „Bewahre deinen Fuss, wenn du zum Hause Gottes gehest, und komme, dass du hörest. Pred: 4, V. 17. – 1840.“ An der Südseite befinden sich ein kleiner Anbau und die Priesterpforte.

## Ausstattung
Das Inventar wurde zum Großteil vom Vorgängerbau übernommen. Das älteste Ausstattungsstück, der frühgotische Taufstein aus Gotländer Kalkstein, wurde in der zweiten Hälfte des 13. Jahrhunderts hergestellt und stammt sogar noch aus der ersten Kirche. Ein hölzernes Triumphkreuz entstand um 1500.
Für die 1593 wiederaufgebauten Campen-Kirche schuf Hans von Brunswick verschiedene Kunstwerke im Stil der Renaissance, die ihren Platz in der Hohner Kirche fanden, neben der Kanzel mit dem zugehörigen Schalldeckel auch die Brüstungstafeln vom Singechor.
Das Gemälde über dem Altartisch zeigt die Hochzeit zu Kana und wurde möglicherweise von Jürgen Ovens gemalt.

## Emporen
Die Kirche in Hohn verfügt über drei verschiedene Emporenzyklen.
An der Westempore befinden 13 von ursprünglich 17 geschnitzte Tafeln aus der Vorgängerkirche in Vinzier, von denen die ältesten auf 1585 datiert sind. Die Reliefs zeigen Szenen aus der Bibel.
Die Brüstung der Nordempore der neuen Kirche erhielt 1685 neunzehn mit weiteren biblischen Geschichten bemalte Tafeln. An der Ostempore befinden sich acht Bildtafeln zu den Seligpreisungen, von denen sechs Vorlagen von Christoph Weigel folgen.
Alle Darstellungen sind einheitlich mit Unterschriften versehen.
Westempore:

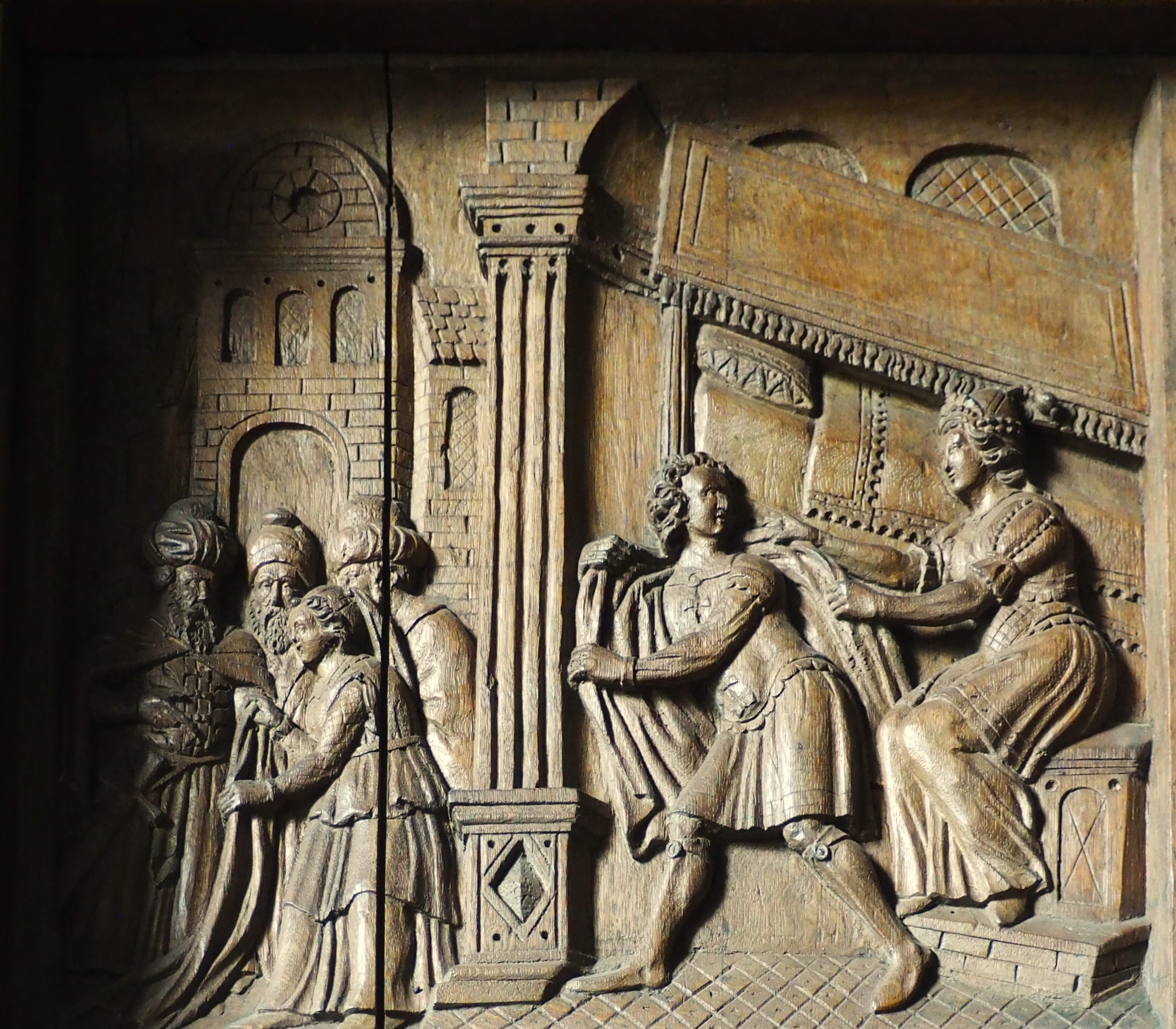
Bild an der Westempore

1. Die Schöpfung. (Unterschrift: Wer will uns scheiden von der Liebe Gottes)
2. Kain und Abel (Unterschrift: Wenn du fromm bist, so bist du angenehm)
3. Der betrunkener Noah. (Unterschrift: Bist du aber nicht fromm, so ruhet die Sünde vor der Thür)
4. Die Frau des Potifar (Unterschrift: Aber lass du ihr nicht ihren Willen)
5. Die Rettung im Schilfmeer (Unterschrift: Sondern herrsche über sie!)
6. Die Gebote und das Goldene Kalb (Unterschrift: Irret euch nicht, Gott lässt sich nicht spotten.)
7. Eine Steinigung (Unterschrift: Denn was der Mensch sähet, das wird er ernten)
8. Uria schläft nicht in seinem Haus. (Unterschrift: Wer auf sein Fleisch sähet)
9. David und Bathseba (Unterschrift: Der wird von dem Fleisch das Verderben ernten)
10. Bild Kreuzigung (Unterschrift: Fürwahr, Er trug unsere Krankheit und lud auf sich unsere Schmerzen.)
11. Der Heilige Geist. (Unterschrift: Wisset ihr nicht, dass der Geist Gottes in euch wohnet?)
12. Das Abendmahls im evangelischen Gottesdienst (Unterschrift: Halt im Gedächtniss Jesum Christum!)
13. Die Predigt im Gottesdienst. (Unterschrift: Thut Busse und glaubet an das Evangelium!)

Nordempore:

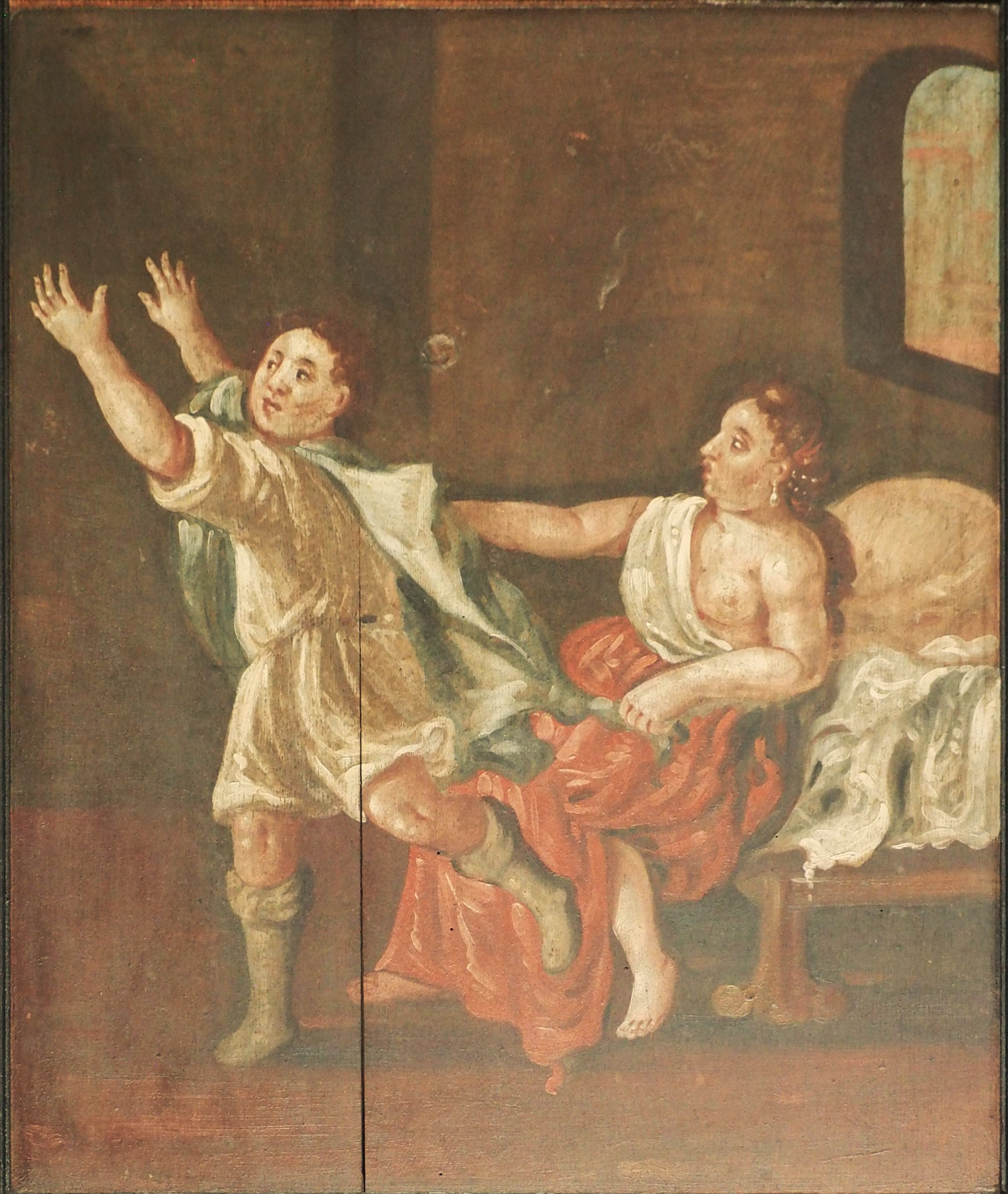
Bild an der Nordempore

1. Die Vertreibung aus dem Paradies (Unterschrift: Die Sünde ist der Leute Verderben)
2. Jenseits von Eden (Unterschrift: Im Schweiss deines Angesichts sollst du dein Brot essen)
3. Kain und Abel (Unterschrift: Wer Sünde thut, der ist der Sünde Knecht)
4. Die Sintflut (Unterschrift: Die Thoren sprechen in ihrem Herzen: Es ist kein Gott)
5. Noah und der Regenbogen (Unterschrift: Opfre Gott Dank und bezahle dem Höchsten dein Gelübde.)
6. (Unterschrift: Sei dankbar in allen Dingen, denn das ist der Wille Gottes.)
7. Sodom und Gomorra (Unterschrift: Ist Gott für uns, wer kann wider uns sein)
8. Isaaks Opferung (Unterschrift: Der Gerechte wird seines Glaubens leben)
9. Rebecca (Unterschrift: Der Herr kennet die, so auf ihn trauen)
10. Esau und das Linsengericht (Unterschrift: Die Furcht des Herrn ist der Weisheit Anfang)
11. Isaak segnet Jakob (Unterschrift: Dein Leben lang habe Gott vor Augen und im Herzen)
12. Jakob und die Himmelsleiter (Unterschrift: Siehe, der Hüter Israels schläft noch schlummert nicht.)
13. Jakob verabschiedet sich von Laban (Unterschrift: Ich will mich aufmachen und zu meinem Vater gehen.)
14. Der Kampf am Jabbok (Unterschrift: Herr ich lasse Dich nicht Du segnest mich denn.)
15. Jakob wird in den Brunnen geworfen (Unterschrift: Segnet, die euch verfolgen Segnet und fluchet nicht)
16. Jakob wird aus dem Brunnen gezogen und verkauft (Unterschrift: Befiehl dem Herrn deine Wege und hoffe auf ihn.)
17. Jakob und die Frau des Potifar (Unterschrift: Wachet und betet, dass ihr nicht in Anfechtung fallet.)
18. Jakob im Gefängnis mit Mitgefangenen (Unterschrift: Harre des Herrn, sei getrost und unverzagt, und harre des Herrn.)
19. Jakob vor dem Pharao (Unterschrift: Des Herrn Rath ist wunderbarlich und führet es herrlich hinaus.)

Ostempore: 
1. Bergpredigt.
2. Selig sind die geistlich arm sind
3. Selig sind die Sanftmütigen
4. Selig sind die Friedfertigen
5. Selig sind, die da Leid tragen

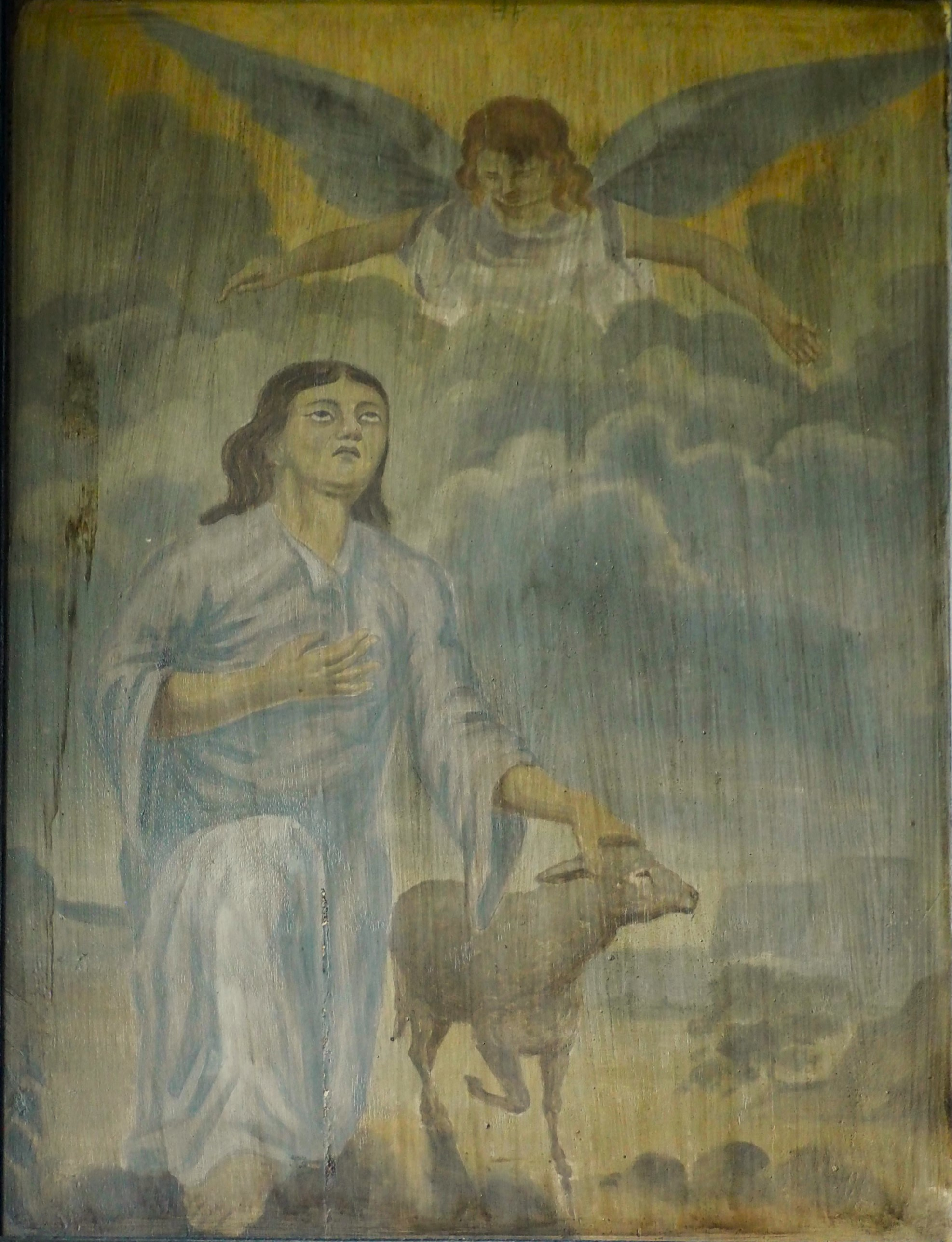
Bild an der Ostempore

6. Selig sind, die reinen Herzens sind
7. Selig sind die Barmherzigen
8. Selig sind, die hungert und dürstet nach der Gerechtigkeit

## Orgel
Eine erste Orgel erhielt die Hohner Marienkirche 1695 von dem Orgelbauer Heinrich Wiese. Ob der Plan für ein neues Instrument, für das die Gemeinde 1782 sammelte, auch zur Ausführung kam, ist nicht bekannt. Die 1887 von Marcussen & Søn auf der neuen Orgelempore an der Ostwand der Kirche über dem Altar gebaute Orgel wurde 1999 renoviert.

## Gemeinde
Das Kirchspiel Hohn umfasste zunächst dieselben Dörfer, die auch zur Campener Kirche eingepfarrt waren. Die Einwohner von Büdelsdorf und Fockbek, deren Kirchweg sich durch den Umzug der Kirche erheblich verlängerte, hatten sich 1690 eine eigene Kirche zwischen beiden Dörfern gewünscht. Der Bauplatz war bereits ausgewählt und das Material beschafft, als der Kirchbau untersagt wurde, weil die Rendsburger von einem so nah vor den Toren gelegenem Kirchdorf wirtschaftliche Konkurrenz befürchteten. Außerdem benötigte der Herzog zahlende Gemeindeglieder für die überdimensional geplante Neuwerker Garnisonskirche. Beide Dörfer und Nübbel wurden der 1700 fertiggestellten Neuwerker Christkirche zugepfarrt. Rickert ließ sich 1874 zur Christkirche umgepfarren.
Neue Gemeindeglieder erhielt das Kirchspiel durch die Moorkolonisation. Der dänischen König ließ ab 1759 die bis dahin kaum besiedelten Geest besiedeln. Die meisten heute (2024) neben Hohn zur Kirchengemeinde gehörenden Dörfer Bargstall, Christiansholm, Friedrichsgraben, Friedrichsholm, Königshügel, Lohe-Föhrden, Meggerholm und Sophienhamm entstanden in dieser Zeit. Büdelsdorf und Fockbek wurden dagegen im 20. Jahrhundert eigenständige Kirchengemeinde.